# Блумінгдейл (Індіана)
Блумінгдейл (англ. Bloomingdale) — місто (англ. town) в США, в окрузі Парк штату Індіана. Населення — 269 осіб (2020).

## Географія
Блумінгдейл розташований за координатами 39°49′50″ пн. ш. 87°15′1″ зх. д. / 39.83056° пн. ш. 87.25028° зх. д. (39.830562, -87.250166).  За даними Бюро перепису населення США в 2010 році місто мало площу 1,51 км², уся площа — суходіл.

## Демографія
Згідно з переписом 2010 року, у місті мешкало 335 осіб у 129 домогосподарствах у складі 96 родин. Густота населення становила 222 особи/км².  Було 150 помешкань (100/км²).
Расовий склад населення:
| - 97,6 % — білих - 0,3 % — чорних або афроамериканців |

До двох чи більше рас належало 2,1 %. Частка іспаномовних становила 0,3 % від усіх жителів.
За віковим діапазоном населення розподілялося таким чином: 23,6 % — особи молодші 18 років, 63,6 % — особи у віці 18—64 років, 12,8 % — особи у віці 65 років та старші. Медіана віку мешканця становила 38,5 року. На 100 осіб жіночої статі у місті припадало 101,8 чоловіків;  на 100 жінок у віці від 18 років та старших — 89,6 чоловіків також старших 18 років.
Середній дохід на одне домашнє господарство  становив 59 693 долари США (медіана — 47 500), а середній дохід на одну сім'ю — 70 372 долари (медіана — 52 292). Медіана доходів становила 35 625 доларів для чоловіків та 22 500 доларів для жінок. За межею бідності перебувало 9,0 % осіб, у тому числі 17,6 % дітей у віці до 18 років та 8,7 % осіб у віці 65 років та старших.
Цивільне працевлаштоване населення становило 169 осіб. Основні галузі зайнятості: виробництво — 33,7 %, освіта, охорона здоров'я та соціальна допомога — 13,6 %, публічна адміністрація — 11,8 %.